# Ophiusa dianaris
Ophiusa dianaris là một loài bướm đêm thuộc họ Erebidae. Nó được tìm thấy ở Châu Phi, bao gồm Ethiopia, Swaziland và Nam Phi.